# Ріо (Іллінойс)
Ріо (англ. Rio) — селище (англ. village) в США, в окрузі Нокс штату Іллінойс. Населення — 209 осіб (2020).

## Географія
Ріо розташоване за координатами 41°6′34″ пн. ш. 90°23′57″ зх. д. / 41.10944° пн. ш. 90.39917° зх. д. (41.109369, -90.399228).  За даними Бюро перепису населення США в 2010 році селище мало площу 0,70 км², уся площа — суходіл. В 2017 році площа становила 0,81 км², уся площа — суходіл.

## Демографія
Згідно з переписом 2010 року, у селищі мешкало 220 осіб у 88 домогосподарствах у складі 67 родин. Густота населення становила 315 осіб/км².  Було 96 помешкань (137/км²).
Расовий склад населення:
| - 98,2 % — білих |

До двох чи більше рас належало 0,9 %. Частка іспаномовних становила 1,8 % від усіх жителів.
За віковим діапазоном населення розподілялося таким чином: 25,0 % — особи молодші 18 років, 58,2 % — особи у віці 18—64 років, 16,8 % — особи у віці 65 років та старші. Медіана віку мешканця становила 41,6 року. На 100 осіб жіночої статі у селищі припадало 111,5 чоловіків;  на 100 жінок у віці від 18 років та старших — 111,5 чоловіків також старших 18 років.
Середній дохід на одне домашнє господарство  становив 51 187 доларів США (медіана — 57 614), а середній дохід на одну сім'ю — 52 916 доларів (медіана — 47 500). Медіана доходів становила 39 167 доларів для чоловіків та 20 625 доларів для жінок. За межею бідності перебувало 7,4 % осіб, у тому числі 9,8 % дітей у віці до 18 років та 9,5 % осіб у віці 65 років та старших.
Цивільне працевлаштоване населення становило 98 осіб. Основні галузі зайнятості: виробництво — 30,6 %, освіта, охорона здоров'я та соціальна допомога — 23,5 %, роздрібна торгівля — 14,3 %, фінанси, страхування та нерухомість — 8,2 %.